# Wyznanie wiary Ludu Bożego

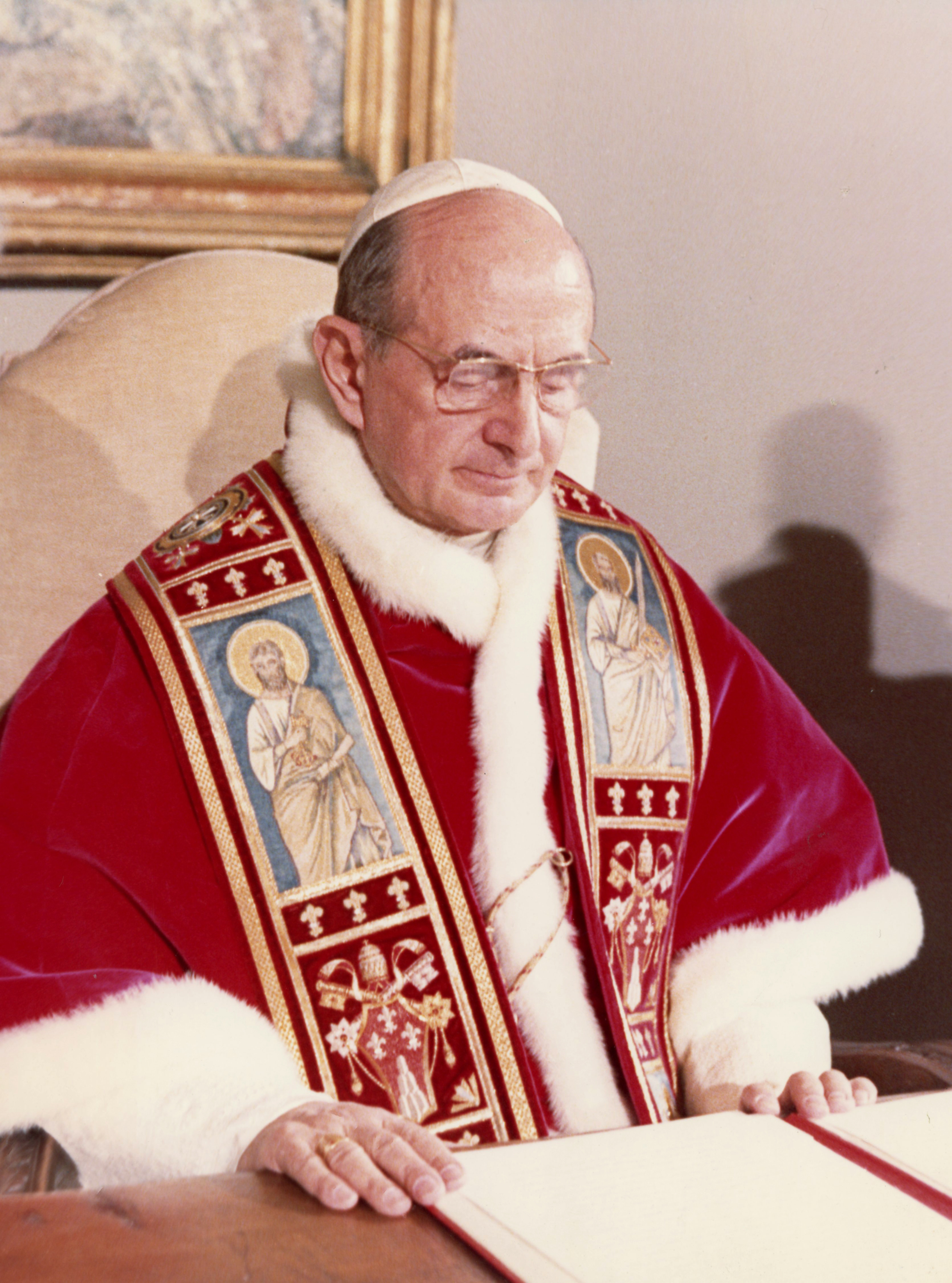
Papież Paweł VI (Giovanni Battista Montini)

Wyznanie wiary Ludu Bożego – wyznanie wiary, które papież Paweł VI publicznie wypowiedział 30 czerwca 1968 r. na placu św. Piotra w Rzymie.
Układ prawd wiary wyznania zachowuje schemat symbolu nicejskiego. Treść miała być zwięzłym streszczeniem nauczania Soboru Watykańskiego II. Dwa lata wcześniej episkopat Holandii opublikował tzw. Katechizm Holenderski, reakcja na ten kontrowersyjny katechizm była bezpośrednim motywem ułożenia Wyznania wiary Ludu Bożego przez papieża.

## Powstanie i charakterystyka symbolu
Okazją do złożenia tego uroczystego wyznania wiary było zakończenie Roku Wiary, ogłoszonego z okazji 1900-ej rocznicy męczeństwa świętych Apostołów Piotra i Pawła.
Przygotowanie symbolu było sugerowane papieżowi przez Ojców soborowych już na zakończenie Soboru. Papież zlecił przygotowanie projektu tekstu francuskiemu dominikaninowi, o. Y. Congarowi OP. Rezultat okazał się jednak dla Pawła VI niezadowalający. Mówił o tym sam Congar w wywiadzie:

Proszę zwrócić uwagę, że sam chciałem, by Vaticanum II dał nową formułę wyznania wiary. Mamy na przykład wyznanie, nazywane wyznaniem Soboru trydenckiego, które w rzeczywistości jest wyznaniem papieża Pawła IV. Chciałem by Vaticanum II sformułował wyznanie wiary w stylu nowoczesnym, w stylu kerygmatycznym, w stylu dynamicznego zwiastowania w duchu życia i doświadczenia ludzkiego. W duchu sugestii Ojca Świętego sam ułożyłem taki tekst. Wysłałem mu go, ale nigdy nie dowiedziałem się co się z nim stało. Od osoby bliskiej Pawłowi VI dowiedziałem się, że tekst ten został oceniony jako niejasny.

Wtedy zwrócił się do kardynała Charlesa Journeta, ten zaś poprosił o współpracę Jacques'a Maritaina, z którym przez wiele lat prowadził gorącą wymianę korespondencji na tematy wiary.
Francuski filozof przygotował propozycję tekstu, którą kard. Journet, przekazał bez zmian Pawłowi VI. Uznał, że w pełni odnosi się do prawd dogmatycznych, które w Katechizmie Holenderskim były przedstawione niewłaściwie. Chodziło m.in. o kwestie grzechu pierworodnego, Mszy jako ofiary oraz rozumienia realnej obecności Jezusa pod postaciami eucharystycznymi chleba i wina, zagadnienia stworzenia świata z niczego (creatio ex nihilo), prymatu Piotra, dziewictwa Maryi, dogmatów Niepokalanego Poczęcia i Wniebowzięcia.
Maritain miał wtedy 85 lat i mieszkał jako wdowiec po Raïsie Maritain w Tuluzie z małymi braćmi Jezusa, założonymi przez Karola de Foucauld. Był świeżo po publikacji książki Le paysan de la Garonne (Wieśniak z Garonne), będącej bezlitosną krytyką tego co się działo w Kościele po Soborze. Kościół był według niego na klęczkach przed światem.
Papież przyjął projekt wyznania wiary napisany przez Maritaina prawie w całości. Wygłoszony tekst różni się w paragrafie dotyczącym Żydów i Muzułmanów. Maritain wprost odwoływał się do wspólnego świadectwa, jakie wspólnie z chrześcijanami Judaizm i Islam dają o tym, że Bóg jest Jeden.
Sam Maritain nie był obcym dla papieża Montiniego. W latach 50., kiedy na Watykanie oskarżano francuskiego filozofa o skrajny naturalizm, Giovanni Battista Montini, który wtedy pracował jako podsekretarz stanu, obronił Maritaina.

## Tematy

### Religie monoteistyczne
Paweł VI opisując tajemnicę Trójcy Świętej składa jednocześnie Bożej dobroci dzięki za wielu wyznawców, którzy dzielą wiarę w Jednego Boga z chrześcijanami, bez wymieniania żadnej z religii:

Dlatego to dzięki składamy dobroci Bożej za to, że bardzo wielu wierzących może z nami świadczyć wobec ludzi o jedności Boga, choć nie zna tajemnicy Trójcy Przenajświętszej. Wierzymy więc w Boga, który przez całą wieczność rodzi Syna, wierzymy w Syna, Słowo Boże, które odwiecznie się rodzi, wierzymy w Ducha Świętego, Osobę niestworzoną, który od Ojca i Syna pochodzi jako wiekuista Ich miłość wzajemna. W trzech Osobach Boskich, które są sobie współwieczne i równe, życie i szczęśliwość Boga absolutnie jednego występują w największej pełni i doskonałości, z największą wzniosłością i chwałą własną Tego, który jest, a nie został stworzony. Zatem "jedność w Trójcy, a Trójca w jedności winna doznawać czci".

### Grzech pierworodny
W paragrafie poświęconym Grzechowi pierworodnemu  papież podkreślił, że stan natury ludzkiej nie jest taki sam jak ten, w którym był pierwotnie u pierwszych rodziców. Oni byli stworzeni w świętości i sprawiedliwości; natura ludzka przez grzech pierworodny została zaś zraniona w swoich siłach naturalnych i poddana władztwu śmierci i tak jest przekazywana wszystkim ludziom.:

Z tego powodu każdy człowiek rodzi się w grzechu. Przyjmujemy więc za Soborem Trydenckim, że grzech pierworodny wraz z naturą ludzką przekazywany jest przez zrodzenie, a nie przez naśladownictwo i że trwa on w każdym człowieku jako jego własna rzeczywistość. (n.5a)

### Eucharystia: przeistoczenie i realna obecność Chrystusa
W okresie Soboru watykańskiego II (1962–1965) nauczanie o przeistoczeniu w Eucharystii było na nowo poddane pod dyskusję przez niektórych teologów, zwłaszcza w Holandii. Postulowali oni mówienie o zmianie znaczenia (transsignificatio) i zmianie celu (transfinalisatio) zamiast o zmianie istoty (transsubstantiatio). Papież Paweł VI w 1965 r. wystąpił z encykliką Mysterium fidei, w której bardzo mocno podkreślił tradycyjne rozumienie transsubstancjacji.
Papież powtórzył to nauczanie trzy lata później, w 1968 r. w uroczystym  właśnie w Wyznaniu wiary Ludu Bożego:

A wszelkie tłumaczenia teologów, które starają się nieco rozumieć tę tajemnicę, aby zgodne były z wiarą katolicką, powinny niewzruszenie utrzymywać, że niezależnie od naszej świadomości chleb i wino po konsekracji rzeczywiście przestają istnieć, tak że po niej godne uwielbienia Ciało i Krew Pana Jezusa są prawdziwie przed nami obecne pod postaciami sakramentalnymi chleba i wina, jak życzył sobie tego sam Pan, aby dać nam siebie na pokarm i aby nas zespolić w jedności swego Ciała Mistycznego. Jedyne indywidualne istnienie Chrystusa Pana w chwale niebieskiej nie uwielokrotnia się przez Sakrament, lecz staje się obecne w różnych miejscach świata, gdzie odprawia się ofiara eucharystyczna; oto mamy owo misterium wiary i bogactw eucharystycznych, które winniśmy bezwarunkowo uznać.